# Trolleybus de Belfort
Le trolleybus de Belfort était un réseau de transports en commun de la ville de Belfort. Le trolleybus a fonctionné entre 1952 et 1972, en remplacement de l'unique ligne de l'ancien tramway de Belfort.

## Histoire
- 4 juillet 1952 : ouverture de la ligne.
- 1962 : acquisition d'un trolleybus VBR d'occasion auprès du réseau de Strasbourg.
- 1er août 1972 : fermeture de la ligne.

## Matériel roulant
- 9 Vétra VBRh
- 1 Vétra VBR (cédé par le réseau de Strasbourg)[1].

## Annexe